# Puya commixta
Puya commixta är en gräsväxtart som beskrevs av Lyman Bradford Smith. Puya commixta ingår i släktet Puya och familjen Bromeliaceae. Inga underarter finns listade i Catalogue of Life.